# Édith Piaf
Édith Piaf, nom artístic d'Édith Giovanna Gassion, amb el sobrenom de la Môme (París, 19 de desembre de 1915 - Grassa, 10 d'octubre de 1963), va ser una cantant francesa, icona cultural de l'època "gairebé considerada universalment com la millor cantant popular de França".
Tot i l'existència de nombroses biografies, gran part de la vida d'Édith Piaf està envoltada de misteri. El seu pare, Louis, era contorsionista i la seva mare, Anita, era d'origen italoalgerià. Édith va ser educada per les seves àvies en un bordell. Va debutar el 1935 cantant al carrer cançons populars. El 1936, enregistra amb la casa discogràfica Polydor el seu primer disc Les Mômes de la cloche. El març de 1937 debutà en el gran music-hall, l'"ABC". El 1940, Jean Cocteau va escriure per a ella Le Bel Indifférent.
Després de la Segona Guerra Mundial ella va escriure La Vie en rose, la seva cançó més cèlebre. Després dels anys cinquanta la seva fama va esdevenir mundial. El 1951, Charles Aznavour es va convertir en el seu home de confiança i secretari.
Édith Piaf va tenir moltes relacions sentimentals, entre les quals cal destacar la que va tenir amb Yves Montand, Georges Moustaki i Marcel Cerdan. L'any 1949, després de la mort de Cerdan en un accident d'avió, Piaf va esdevenir drogoaddicta. La seva autobiografia es titula Au bal de la chance.
A París, se li ha dedicat el Museu Édith Piaf i la seva tomba, al cementiri del Père-Lachaise, és de les més visitades.

## Biografia

### Infantesa

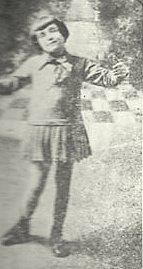
Édith Piaf en la seva infància

Va néixer a París, el 19 de desembre de 1915, amb el nom d'Édith Giovanna Gassion. El nom d'Édith va ser escollit en referència a la infermera anglesa Edith Cavell, una heroïna que havia mort uns mesos abans, afusellada pels alemanys. Des del mateix dia del seu naixement va viure acompanyada per l'infortuni. El seu pare, Louis Alphonse Gassion (nascut a Castillon, a la regió de Calvados (Normandia) el 10 de maig de 1881), era acròbata; per celebrar el seu naixement es va emborratxar i va abandonar la seva mare, Annetta Maillard (1895-1945), d'origen italoargelina, que era una cantant ambulant. Sense suport, Annetta Maillard va haver d'afrontar el part tota sola. Per consegüent, va sortir als carrers pels seus propis mitjans, però no va arribar a l'hospital i Édith va néixer en ple carrer, sota un fanal, davant el número 72 de la rue de Belleville a París. Tot i això, al certificat de naixement hi ha posada l'adreça de l'hospital Tenon.
De petita, la seva mare, massa pobra per a criar-la, la va confiar a la seva àvia materna, Aïcha Saïd Ben Mohammed (1876-1930), originària de Cabília, que en comptes de llet l'alimentava amb vi, amb l'excusa que així s'eliminaven els microbis. Després la va donar al seu pare, que havia de marxar al front de guerra durant la Primera Guerra Mundial, fet que l'obligà a deixar la nena amb la seva àvia paterna, propietària d'una casa de prostitució a Bernay, Normandia, on Édith va ser criada per les prostitutes de la casa.
En finalitzar la Primera Guerra Mundial, el seu pare va tornar del front i se l'emportà amb ell a viure, inicialment, la vida dels artistes dels petits circs itinerants i després, la de l'artista ambulant, independent i miserable. Édith va revelar el seu talent i la seva excepcional veu en les cançons populars que cantava als carrers al costat del seu pare, tal com ho feia la seva mare.
El 1930, deixà el seu pare i cantà a duo amb Simone Berteaut, que esdevindria la seva amiga, el seu àlter ego al carrer. El 1933, als 17 anys, tingué una filla amb el seu amant Louis Dupont, anomenada Marcelle, que desgraciadament va morir el 1935 de meningitis, quan tenia dos anys.

### Primers passos artístics
El 1935, és descoberta al carrer per Louis Leplée, gerent d'un cabaret de moda, el Gerny's', situat a l'avinguda dels Camps Elisis. La convida a presentar-se amb el nom artístic de la nena Pardal (la Môme Piaf) a causa que era de petita estatura (1,47 m), com un pardal. Les seves presentacions van ser tot un èxit, i el seu talent i la seva veu extraordinaris són destacats, entre d'altres, pel compositor Raymond Asso i la seva futura fidel amiga Marguerite Monnot, compositora i pianista virtuosa, que l'acompanyarà durant tota la seva carrera i compondrà per a ella la música de Mon légionnaire, Hymne à l'amour, Milord i Amants d'un jour.
Signa un contracte amb Polydor i grava el seu primer disc el 1936: Les Mômes de la cloche (Els nanos de la campana; cloche, en argot, és el nom genèric dels captaires parisencs). Això la converteix en un èxit mediàtic de manera immediata. Però l'abril d'aquell any Louis Leplée és assassinat al seu domicili, fet que revela el seu origen als baixos fons del barri parisenc de Pigalle. Aquest esdeveniment fa precipitar Édith al centre de l'escàndol i al linxament mediàtic, i l'envia novament al lloc d'on va venir: el carrer i els petits cabarets miserables.
Torna a prendre contacte amb el compositor Raymond Asso (autor de les lletres de Mon légionnaire i Le Fanion de la Légion, cantades per Marie Dubas el 1935, que Piaf reprèn a inicis de 1937). Asso es converteix en el seu Pigmalió i amant, i la prepara per ser una cantant professional del music-hall.

### Cantant delmusic-hall
El març de 1937, Édith debuta en el gènere de music-hall en el teatre ABC de París. Es converteix immediatament en una estrella de la cançó francesa, adorada pel públic i difosa per la ràdio.
El 1940 es presenta amb èxit a l'obra teatral Le Bel Indifférent, que Jean Cocteau va escriure per a ella. També comença una carrera cinematogràfica amb la pel·lícula Montmartre sur Seine, de Georges Lacombe.
A la primavera de 1944 es presenta en el Moulin Rouge, on el jove cantant de music-hall Yves Montand forma part important de l'espectacle. Es produeix un enamorament sobtat entre els dos artistes, i Édith Piaf, ja cèlebre i devoradora d'homes adulada, es proposa iniciar el seu nou amant en els trucs de l'ofici i de la vida d'artista. El presenta a les persones més importants de l'època del món de l'espectacle: Joseph Kosma, Henri Crolla, Loulou Gasté, Jean Guigo, Henri Contet, Louiguy, Marguerite Monnot, Bob Castella, Francis Lemarque…
Durant la guerra, Édith Piaf cantava en els clubs i music-halls, on va conèixer la seva contemporània alemanya Ilona Hesse. Després de la guerra, malgrat una certa fama de col·laboracionista, és blanquejada pel testimoni d'una resistent segons la qual, en una visita a Berlín, havia ajudat uns presoners a escapar, fent-los passar per membres de l'orquestra. Aquest fet, però, mai s'ha pogut documentar. El 1945, escriu la lletra de La Vie en rose, la seva cançó més cèlebre, que interpreta en la Comédie-Française.
Yves Montand, per la seva part, es converteix en una estrella del music-hall. Montand debuta en el cinema al costat d'Édith Piaf en Étoile sans lumière per, posteriorment, obtenir el seu primer paper protagonista en Els ports de la nuit de Marcel Carné. Ambdós surten de gira l'any 1946, en la qual se separen.

### Vida sentimental
El 1948, mentre està en una gira triomfal per Nova York, viu la història d'amor més gran de la seva vida amb un boxejador francès d'origen algerià, Marcel Cerdan, que va guanyar el campionat mundial de pes mitjà el 21 de setembre de 1948 i va morir en un accident d'avió el 28 d'octubre de 1949 en el vol de París a Nova York, a les Açores, quan anava a retrobar-se amb ella. Abatuda pel sofriment, Édith Piaf pren, per calmar el seu dolor, fortes dosis de morfina. Cantarà el seu gran èxit Hymne à l'amour i la cançó Mon Dieu a la seva memòria. Aquest festeig va originar la pel·lícula Édith et Marcel.
A banda de l'esmentat, són diversos els romanços d'Édith Piaf. Els més coneguts foren amb Marlon Brando, Yves Montand, Charles Aznavour, Théo Sarapo i Georges Moustaki.

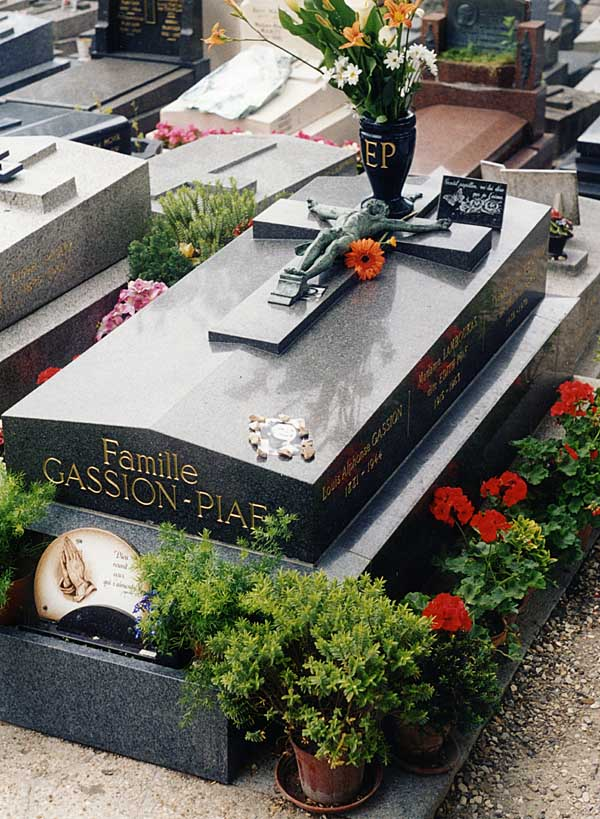
La tomba d'Édith Piaf

El 1951, el jove cantautor Charles Aznavour es converteix en el seu secretari, assistent, xofer i confident. Li escriu algunes de les seves millors cançons, com Plus Bleu que Tes Yeux o fins i tot Jezebel.
El 29 de juliol de 1952 es casa amb el cèlebre cantant francès Jacques Pills, amb l'actriu Marlene Dietrich (que escull el seu vestit de núvia per a ella) fent de testimoni; després se'n divorcia el 1956.
El 1953, comença una cura de desintoxicació i, després, es converteix en una immensa vedet de music-hall al món sencer i, en particular, als Estats Units, on triomfa el 1956 al Carnegie Hall de Nova York, del qual es fa una assídua.
Comença una història d'amor amb Georges Moustaki ("Jo"), a qui Édith llança a la cançó. Al seu costat va tenir un greu accident automobilístic l'any 1958, cosa que empitjora el seu estat de salut ja deteriorat i la seva dependència de la morfina. Grava la cançó Milord amb lletra de Moustaki (sobre una música de Margarida Monnot), que esdevé un dels seus majors èxits.
El 1959, Édith s'endinsa en l'escena durant una gira a Nova York. Sofreix nombroses operacions quirúrgiques i torna a París en un llastimós estat i sense Moustaki, que l'ha deixada en ruta. Tot i això, és recompensada per la cançó Milord en el transcurs d'una emissió de televisió de TV Award; a l'estudi de gravació es retroba amb Georges Moustaki i Marguerite Monnot, els autors de la cançó.
El 1961, a petició de Bruno Coquatrix, Édith Piaf dona a l'Olympia de París -en perill de fallida a causa de problemes financers- una sèrie de concerts que destaquen per ser els més memorables i emocionants de la seva carrera. És a la seva sala d'espectacles de predilecció on interpreta Non, je ne regrette rien, una cançó que se li enganxa a la pell i que Charles Dumont acaba d'escriure per a ella. Édith salva l'Olympia de la fallida, però té dificultats a mantenir-se dempeus i a moure's a conseqüència de la seva poliartritis que la deixa molt invàlida. Només aconsegueix cantar gràcies a una important injecció de morfina.
El 9 d'octubre de 1962, amb 46 anys, Édith es casà, bo i malalta, amb un jove cantant de 26 anys anomenat Théo Sarapo (de nom real Théophánis Lamboukas).
A començaments de 1963, enregistra la seva última cançó: L'Homme de Berlin escrita per Francis Lai (un dels autors de la fi de la seva carrera, les cançons del qual es barregen a la meitat del recital de Nimega, el 1962) i el Sr. Vendôme.

### Defunció
Edith Piaf va morir el 10 d'octubre de 1963, entre les 10 i les 13 hores a Plascassier, un barri perifèric de Grassa, als Alps Marítims, amb 47 anys, a causa d'una hemorràgia interna per aneurisma, d'una insuficiència hepàtica -fruit dels excessos-, de la morfina i del patiment de tota la seva vida. El transport del seu cos a París es va fer de manera clandestina i il·legal; la seva mort va ser anunciada oficialment l'11 d'octubre a París, el mateix dia que la del seu amic Jean Cocteau. Cocteau, amb qui Edith mantenia una correspondència regular, va presagiar la seva mort aquell mateix dia: "[…] el vaixell completa el trajecte. Aquest és el meu últim dia a la Terra".
Es troba al panteó familiar al cementiri del Père-Lachaise, on reposen també el seu pare Louis Alphonse Gassion, que va morir el 1944, el seu marit Théo Sarapo, mort en un accident de trànsit el 1970, i la seva filla Marcelle, que va morir el 1935, a l'edat de 2 anys.

## Influència i llegat

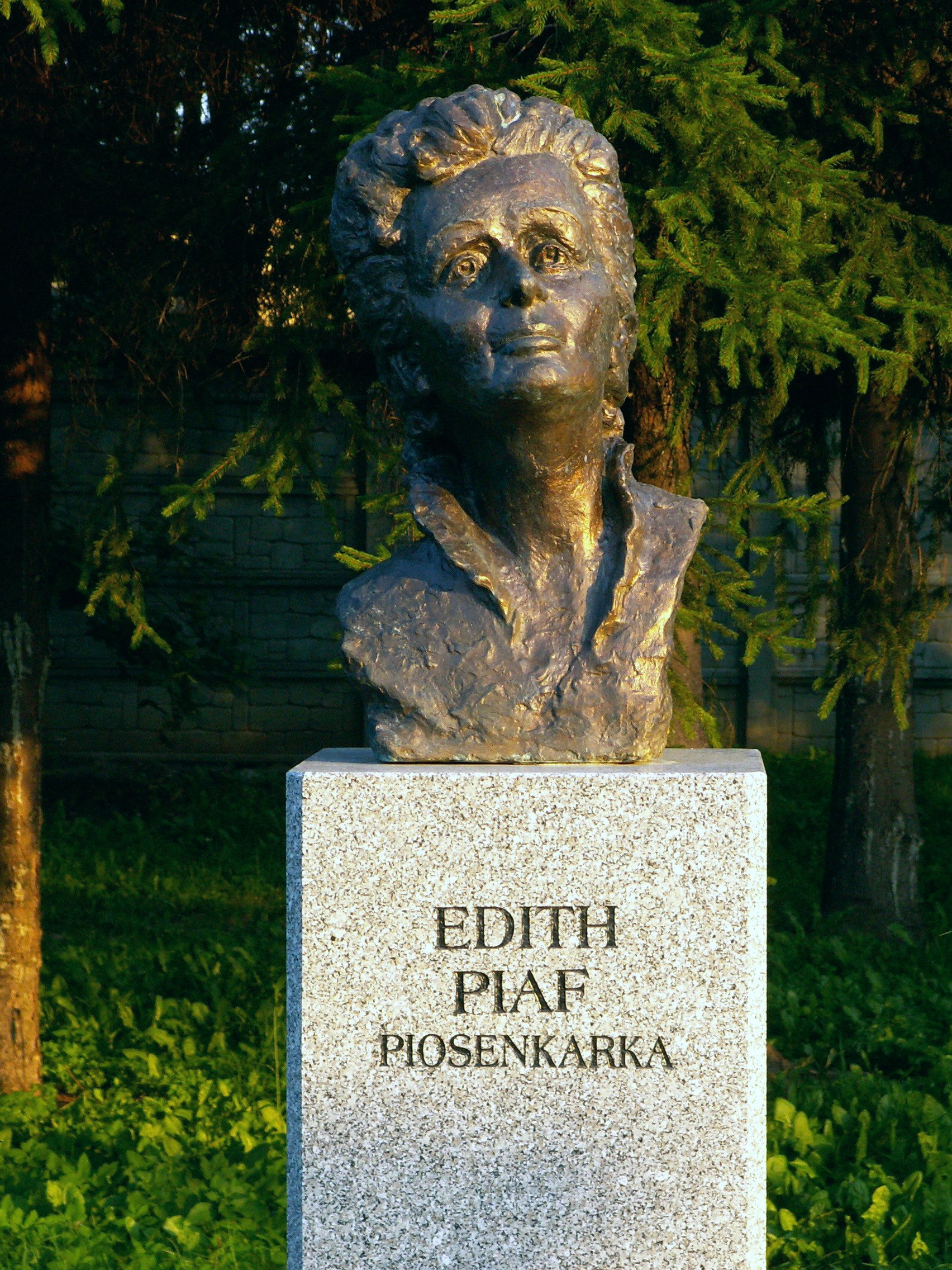
Bust de Édith Piaf a Kielce (Polònia)

Va ser tota una personalitat i una de les veus més representatives de la cançó francesa. Continua sent una de les cantants franceses més famoses del món i ha llançat amb èxit la carrera de cantants importants com Yves Montand, Charles Aznavour i Georges Moustaki. La seva imatge està associada amb el seu inseparable vestit negre, que la feia fàcilment identificable.
D'ella s'ha dit:
- "Va ser un gran valor real en el camp de la cançó. Una veu profunda en un cos tan petit [...]". (Arletty).[15]
- "Madame Édith Piaf és genial. És inimitable. No hi ha hagut cap Édith Piaf, i no n'hi haurà mai més". (Jean Cocteau).[16]
- "L'única paraula que podria substituir la paraula París és la paraula Piaf". (Marlene Dietrich).[17]
- "La teva veu és com l'ànima de París [...]". (Marlene Dietrich)[18]
- "Recordo que, gràcies a Édith Piaf, Les Compagnons de la Chanson, Eddie Constantine i Yves Montand van debutar". (Georges Perec).[19]

Hi ha diverses institucions, monuments i obres artístiques que porten el seu nom o han estat dedicades a la seva memòria:
- El Museu Édith Piaf està dedicat a ella; és al carrer Crespin du Gast, al districte 11 de París.
- La seva cançó Hymne à l'Amour és la base de la pel·lícula Toutes ces belles promesses de Jean-Paul Civeyrac.
- Les quinze "improvisacions" del compositor francès Francis Poulenc, escrites per a piano el 1960 (Editions Salabert, SA), són un «Hommage à Édith Piaf» ('homenatge a Édith Piaf').
- Una estàtua de l'artista s'erigeix a la Place Édith-Piaf, en el vintè districte de París.
- Una placa commemorativa indica el lloc on va néixer, al carrer de Belleville, en el vintè districte de París.
- El teatre de Bernay porta el seu nom.

## En pel·lícules
La seva vida o referències a ella han aparegut en les següents pel·lícules: 
- La Garçonne (1936), Jean de Limur.
- Montmartre-sur-Seine (1941), Georges Lacombe.
- Étoile sans lumière (1945), Marcel Blistène.
- Neuf garçons, un cœur (1947), Georges Freedland.
- Al diavolo la celebrità (1949), Mario Monicelli Steno.
- Paris chante toujours (1951), Pierre Montazel.
- Boum sur Paris (1953), Maurice de Canonge.
- Si Versalles s'expliqués (Si Versailles m'était conté…) (1954), Sacha Guitry.
- French cancan (1954), Jean Renoir.
- Les Amants de demain (1959), Marcel Blistène.
- Édith et Marcel (1983), Claude Lelouch.
- La vida en rosa (2007), Olivier Dahan.

## En obres de teatre
- 1996: Piaf Je t'aime, comèdia musical sobre la seva vida, amb guió de Claude Lemesle i música de Charles Dumont; posada en escena per Jacques Darcy. Nathalie Cerda fa el paper d'Édith Piaf.
- 1997: Piaf Je t'aime, comèdia musical; amb Nathalie Lhermitte, que fa el paper d'Édith Piaf, al Teatre Comedia i després al Teatre du Gymnase Marie Bell.
- 2006-2010: "Rechercher Édith Piaf" (CRO: Priča o Édith Piaf): recital de Ksenia Prohaska, amb la producció del Theatre National Croatie.
- 2007: Piaf Je t'aime, comèdia musical. Amb Marie Orlandi en el rol d'Édith Piaf, al Teatre Olympia de París.
- 2007-2008: Piaf une vie en rose et noir, comèdia musical sobre la seva vida, posada en escena per Rubia Matignon. Repartiment amb Jacques Pessis, Aurélien Noël i Nathalie Lhermitte, que fa el paper d'Édith Piaf.
- 2006-2009: L'emPIAFée, one-woman-show, musical de Christelle Chollet.

## Cançons
| 1925 - Comme un Moineau 1933 - Entre Saint-Ouen et Clignancourt 1934 - L'Étranger 1935 - Mon Apéro - La Java de Cézigue - Fais-Moi Valser 1936 - Les Mômes De la Clôche - J'Suis Mordue - Mon Légionnaire - Le Contrebandier - La Fille et le Chien - La Julie Jolie - Va Danser - Chand d'Habits - Reste - Les Hiboux - Quand Même (del film La Garçonne) - La Petite Boutique - Y'Avait du Soleil - Il N'Est Pas Distingué - Les Deux Ménétriers - Mon Amant de la Coloniale - C'Est Toi le Plus Fort - Le Fanion de la Légion - J'Entends la Sirène - Ding, Din, Dong - Madeleine Qu'Avait du Cœur - Les Marins Ça Fait des Voyages - Simple Comme Bonjour - Le Mauvais Matelot - Celui Qui Ne Savait Pas Pleurer 1937 - Le Grand Voyage du Pauvre Nègre - Un Jeune Homme Chantait - Tout Fout le Camp - Ne M'Écris Pas - Partance - Dans Un Bouge du Vieux Port - Mon Cœur Est au Coin d'une Rue 1938 - С'Est Lui Que Mon Cœur A Choisi - Paris-Méditerranée - La Java en Mineur - Browning - Le Chacal - Corrèqu'et Réguyer 1939 - Y'En A un de Trop - Elle Fréquentait la Rue Pigalle - Le Petit Monsieur Triste - Les Deux Copains - Je N'En Connais Pas la Fin 1940 - Embrasse-Moi - On Danse sur Ma Chanson - Sur une Colline - C'Est la Moindre des Choses - Escale - La Fille de Joie Est Triste (L'Accordéoniste) 1941 - Où Sont-Ils, Mes Petits Copains? - C'Était un Jour de Fête - C'Est un Monsieur Très Distingué - J'Ai Dansé avec l'Amour (del film Montmartre sur Scène) - L'Homme des Bars - Le Vagabond 1942 - Jimmy, C'Est Lui - Un Coin Tout Bleu (del film Montmartre sur Scène) - Sans Y Penser - Un Monsieur Me Suit dans la Rue 1943 - Tu Es Partout (del film Montmartre sur Scène) - J'Ai Qu'À l'Regarder... - Le Chasseur de l'Hôtel - C'Était une Histoire d'Amour - Le Brun et le Blond - Monsieur Saint-Pierre - Coup de Grisou - De l'Autre Côté de la Rue - La Demoiselle du Cinqième 1944 - Les Deux Rengaines - Y'A Pas d'Printemps - Les Histoires de Coeur - C'Est Toujours la Même Histoire 1945 - Le Disque Usé - Elle A... - Regarde-Moi Toujours Comme Ça - Les Gars Qui Marchaient - Il Riait - Monsieur Ernest A Réussi 1946 - La Vie en Rose - Les Trois Cloches (amb Les Compagnons de la Chanson) - Dans Ma Rue - J'M'En Fous Pas Mal - C'Est Merveilleux - Adieu Mon Cœur - Le Chant du Pirate - Céline (amb Les Compagnons de la Chanson) - Le Petit Homme - Le Roi A Fait Battre Tambour (amb Les Compagnons de la Chanson) - Dans les Prisons de Nantes (amb Les Compagnons de la Chanson) - Mariage - Un Refrain Courait dans la Rue - Miss Otis Regrets | 1947 - C'Est pour Ça (del film Neuf Garçons et un Coeur) - Qu'As-Tu Fait John? - Sophie (del film Neuf Garçons et un Coeur) - Le Geste - Si Tu Partais - Une Chanson à Trois Temps - Un Homme Comme les Autres - Les Cloches Sonnent - Johnny Fedora et Alice Blue Bonnet - Le Rideau Tombe Avant la Fin - Elle Avait Son Sourire 1948 - Monsieur Lenoble - Les Amants de Paris - Il A Chanté - Les Vieux Bateaux - Il Pleut - Cousu de Fil Blanc - Amour du mois de Mai - Monsieur X 1949 - Bal dans Ma Rue - Pour Moi Tout' Seule - Pleure Pas - Le Prisonnier de la Tour (Si le Roi Savait Ça Isabelle) - L'Orgue des Amoureux - Dany - Paris (del film L'Homme aux Mains d'Argile) 1950 - Hymne à l'Amour - Le Chevalier de Paris - Il Fait Bon T'Aimer - La P'Tite Marie - Tous les Amoureux Chantent - Il Y Avait - C'Est d'la Faute à Tes Yeux - C'Est un Gars - Hymn to Love - The Three Bells - Le Ciel Est Fermé - La Fête Continue - Simply a Waltz - La Vie en Rose (anglès) 1951 - Padam... Padam... - Avant l'Heure - L'Homme Que J'aimerai - Du Matin Jusqu'au soir - Demain (Il Fera Jour) - C'Est Toi (amb Eddie Constantine) - Rien de Rien - Si, Si, Si, Si (amb Eddie Constantine) - À l'Enseigne de la Fille sans Cœur - Télégramme - Une Enfant - Plus Bleu Que Tes Yeux - Le Noël de la Rue - La Valse de l'Amour - La Rue aux Chansons - Jezebel - Chante-Moi (amb M. Jiteau) - Chanson de Catherine - Chanson Bleue - Je Hais les Dimanches 1952 - Au Bal de la Chance - Elle A Dit - Notre-Dame de Paris - Mon Ami M'A Donné - Je T'Ai dans la Peau (del film Boum sur Paris) - Monsieur et Madame - Ça Gueule Ça, Madame (amb Jacques Pills) (del film Boum sur Paris) 1953 - Bravo pour le Clown - Sœur Anne - N'Y Va Pas Manuel - Les Amants de Venise - L'Effet Qu'Tu M'Fais - Johnny, Tu N'Es Pas un Ange - Jean et Martine - Et Moi... - Pour Qu'Elle Soit Jolie Ma Chanson (amb Jacques Pills) (del film Boum sur Paris) - Les Croix - Le Bel Indifférent - Heureuse 1954 - La Goualante du Pauvre Jean - Enfin le Printemps - Retour - Mea Culpa - Le "Ça Ira (del film Si Versailles M'Etait Conté...) - Avec Ce Soleil - L'Homme au Piano - Sérénade du Pavé (del film French Cancan) - Sous Le Ciel de Paris 1955 - L'Accordéoniste - Un Grand Amour Qui S'Achève - Miséricorde - C'Est à Hambourg - Légende - Le Chemin des Forains | 1956 - Heaven Have Mercy - One Little Man - Autumn Leaves - Cause I Love You - Chante-Moi (anglès) - Don't Cry - I Shouldn't Care - My Lost Melody - Avant Nous - Et Pourtant - Marie la Française - Les Amants d'un Jour - L'Homme à la Moto - Soudain Une Vallée - Une Dame - Toi Qui Sais 1957 - La Foule - Les Prisons du Roy - Opinion Publique - Salle d'Attente - Les Grognards - Comme Moi 1958 - C'Est un Homme Terrible - Je Me Souviens d'une Chanson - Je Sais Comment - Tatave - Les Orgues de Barbarie - Eden Blues - Le Gitan et la Fille - Fais Comme Si - Le Ballet des Cœurs - Les Amants de Demain - Les Neiges de Finlande - Tant Qu'Il Y Aura des Jours - Un Étranger - Mon Manège à Moi 1959 - Milord - T'Es Beau, Tu Sais 1960 - Non, je ne regrette rien - La Vie, l'Amour - Rue de Siam - Jean l'Espagnol - La Belle Histoire d'Amour - La Ville Inconnue - Non, La Vie N'Est Pas Triste - Kiosque à Journaux - Le Métro de Paris - Cri du Cœur - Les Blouses Blanches - Les Flons-Flons du Bal - Les Mots d'Amour - T'Es l'Homme Qu'Il Me Faut - Mon Dieu - Boulevard du Crime - C'Est l'Amour - Des Histories - Ouragan - Je Suis à Toi - Les Amants Merveilleux - Je M'Imagine - Jérusalem (Música de Jo Moutet) - Le Vieux Piano 1961 - C'Est Peut-Être Ça - Les Bleuets d'Azur - Quand Tu Dors - Mon Vieux Lucien - Le Dénicheur - J'N'Attends Plus Rien - J'En Ai Passé des Nuits - Exodus - Faut Pas Qu'Il Se Figure - Les Amants (avec Charles Dumont) - No Regrets - Le Billard Électrique - Marie-Trottoir - Qu'Il Était Triste Cet Anglais - Toujours Aimer - Mon Dieu (anglais) - Le Bruit des Villes - Dans Leur Baiser 1962 - À Quoi Ça Sert L'Amour? - Le Droit d'Aimer - À Quoi Ça Sert L'Amour? (amb Théo Sarapo) - Fallait-Il - Une Valse - Inconnu Excepté de Dieu (amb Charles Dumont) - Quatorze Juillet - Les Amants de Teruel (amb Mikis Theodorakis/Jacques Plante) - Roulez Tambours - Musique à Tout Va - Le Rendez-Vous - Toi, Tu l'Entends Pas! - Carmen's Story - On Cherche un Auguste - Ça Fait Drôle - Emporte-Moi - Polichinelle - Le Petit Brouillard (Un Petit Brouillard) - Le Diable de la Bastille - Elle Chantait (amb Théo Sarapo) 1963 - C'Était Pas Moi - Le Chant d'Amour - Tiens, V'là un Marin - J'En Ai Tant Vu - Traqué - Les Gens - Margot Cœur Gros - Monsieur Incognito - Un Dimanche à Londres - L'Homme de Berlin (el seu darrer enregistrament) |